# Loenen aan de Vecht

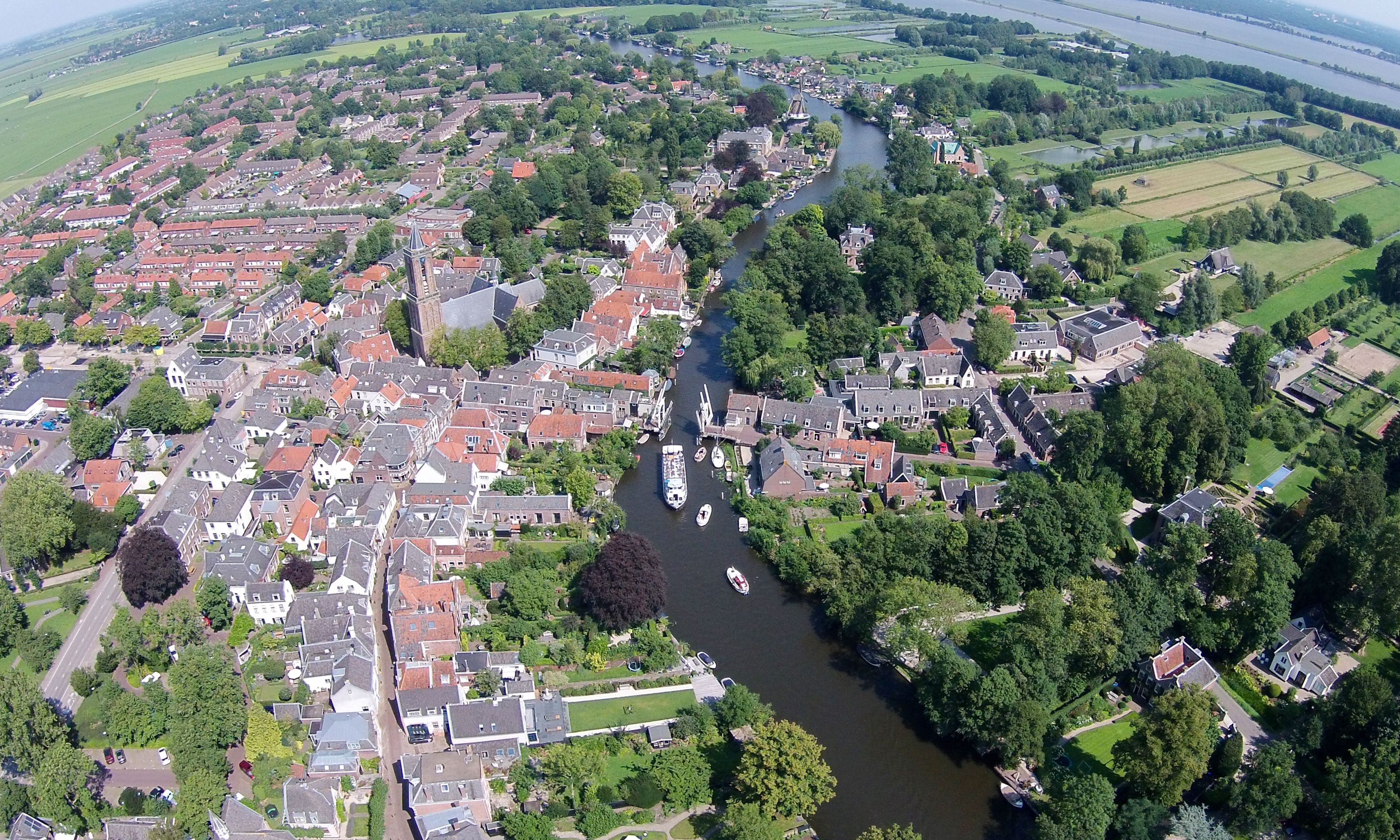
Loenen aan de Vecht

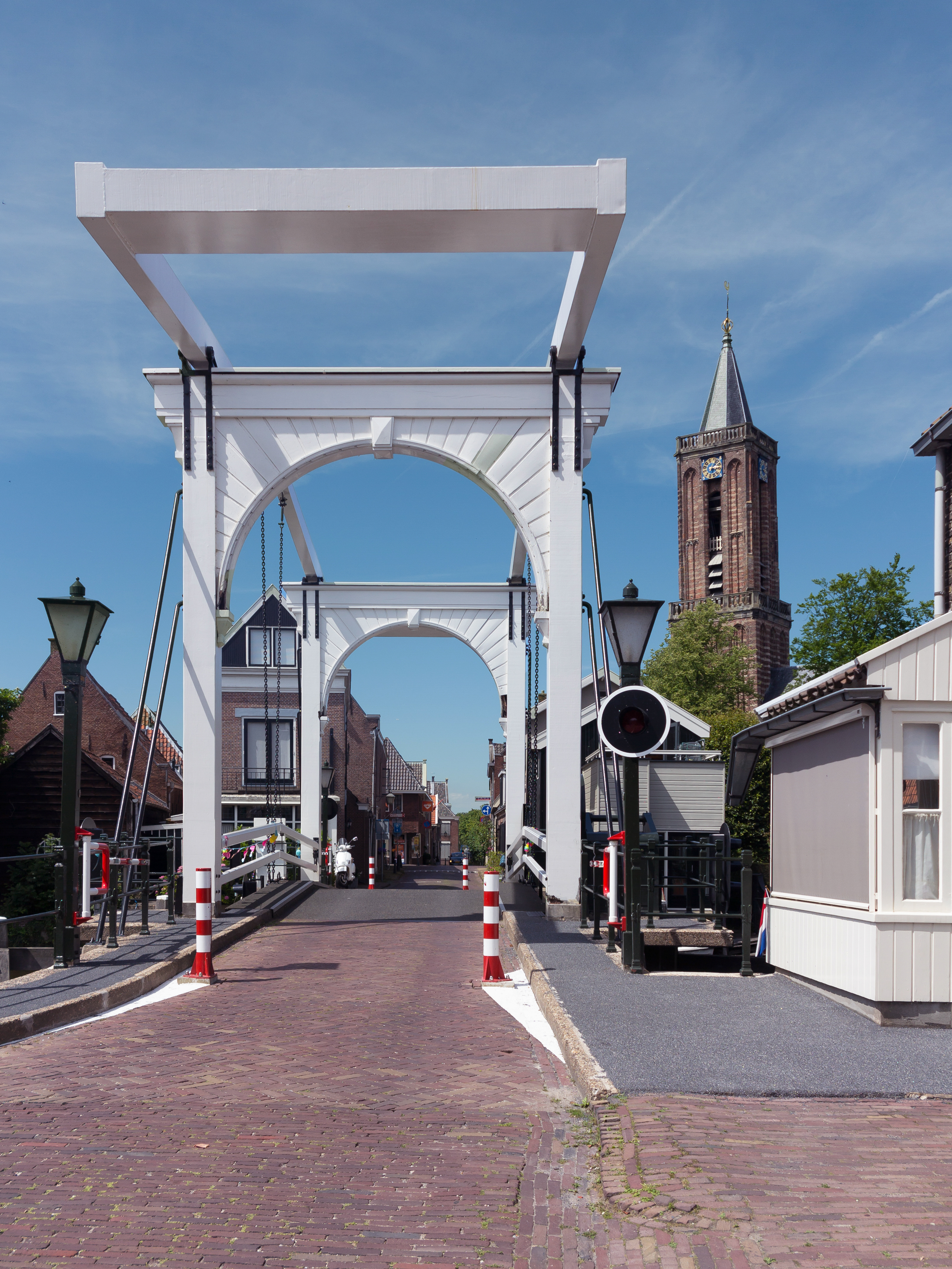
Brug over de Vecht met kerktoren

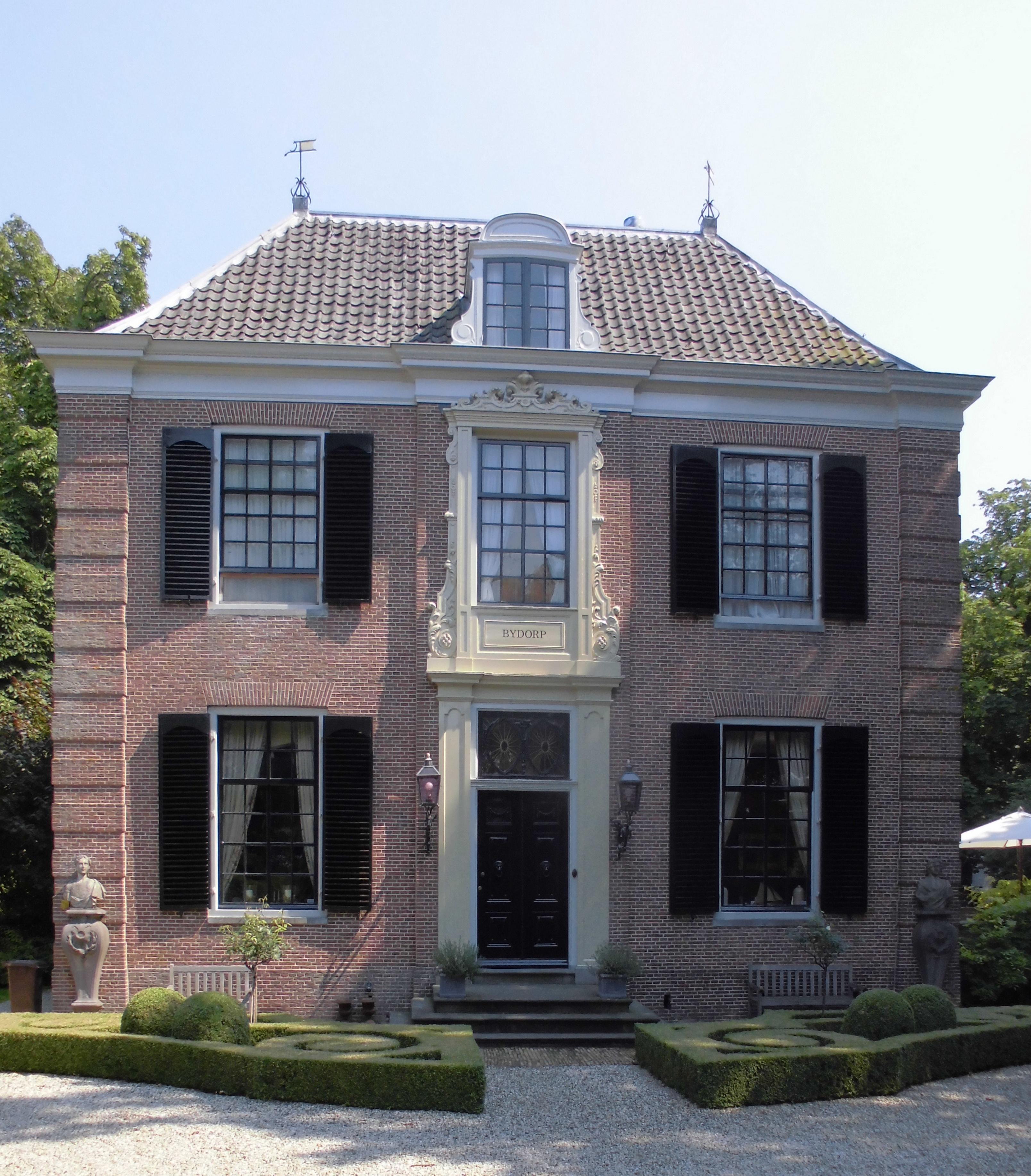
Buitenplaats Bijdorp Loenen

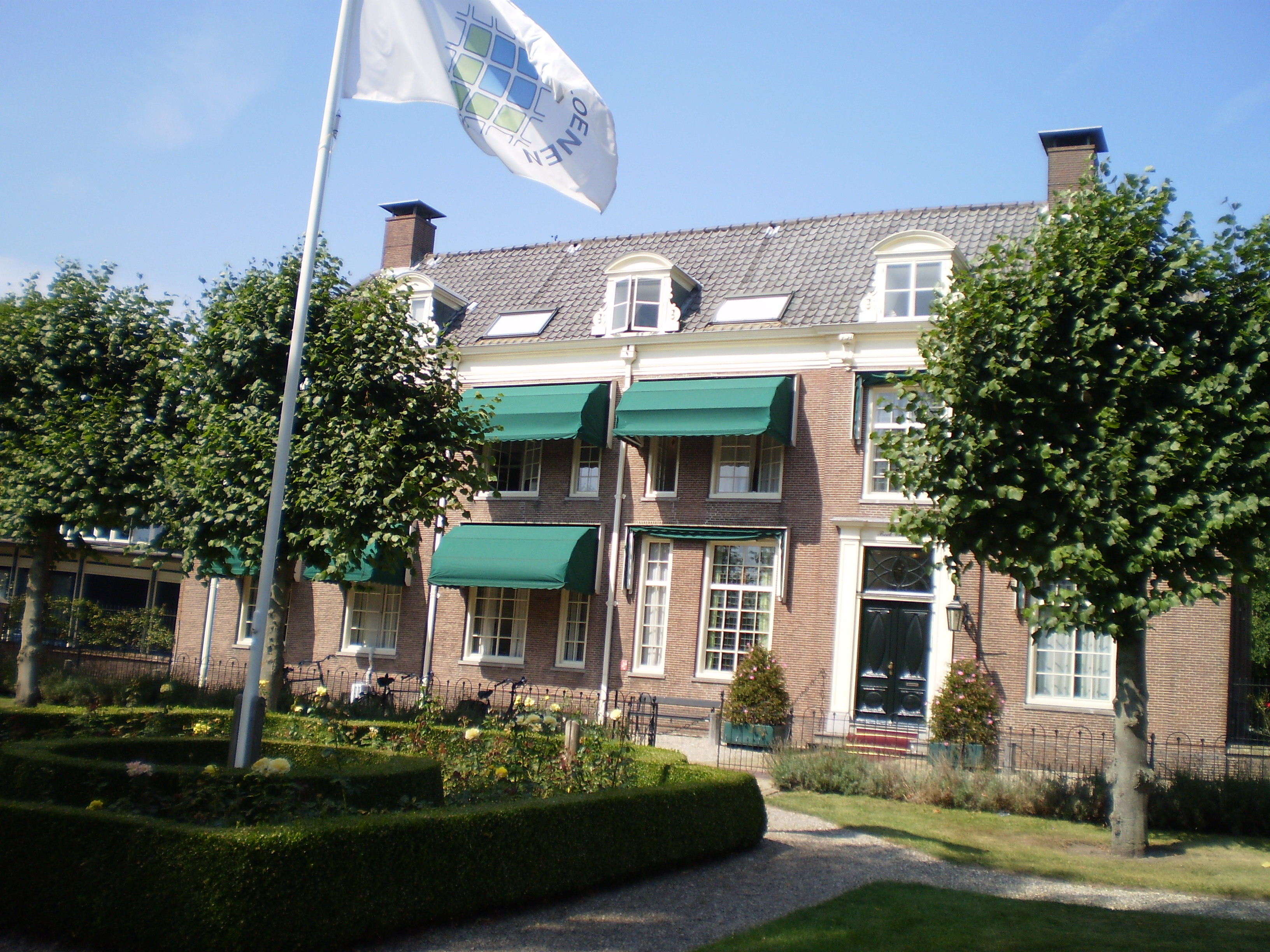
Voormalig Gemeentehuis Loenen

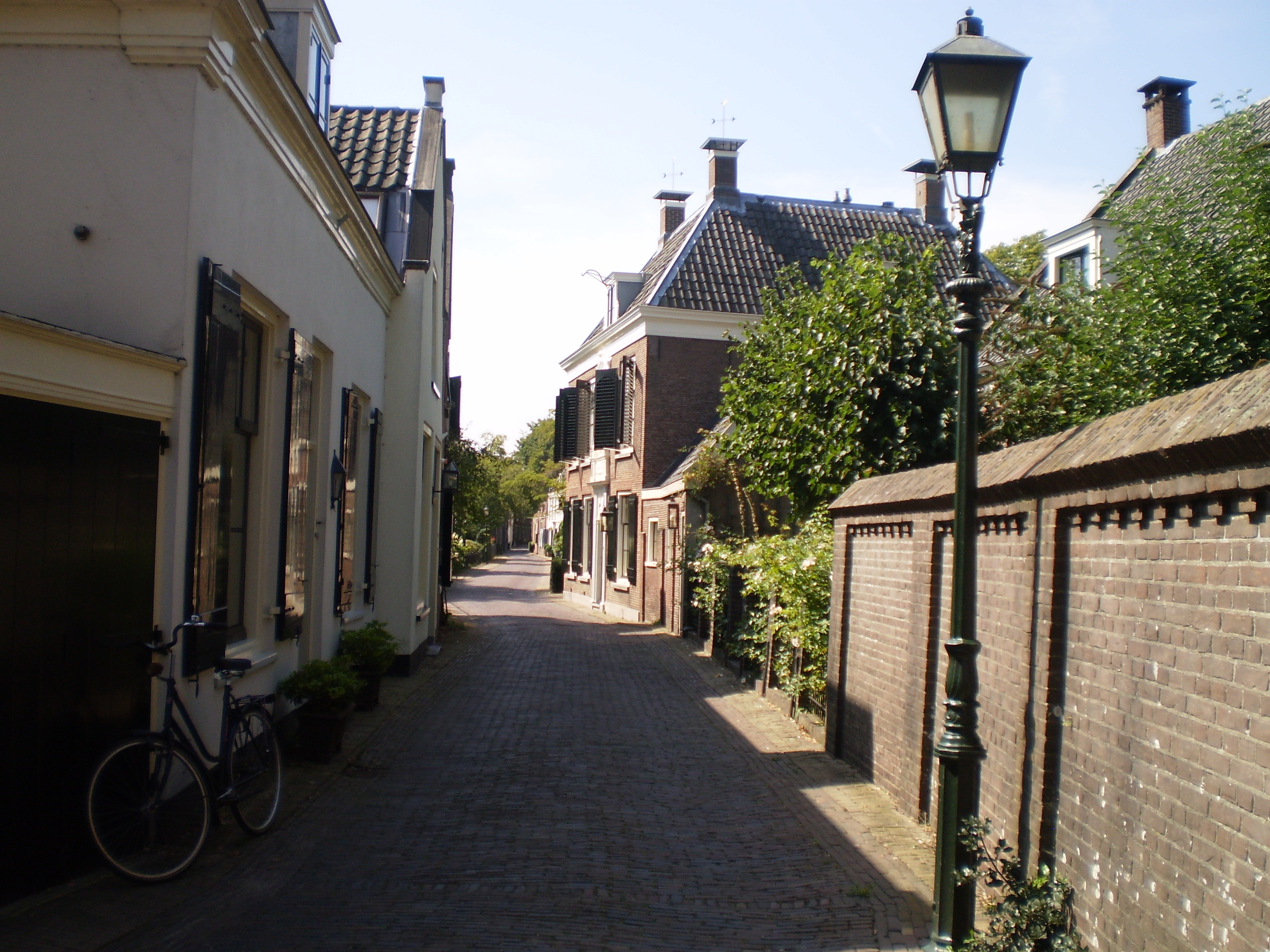
Dorpsstraat Loenen

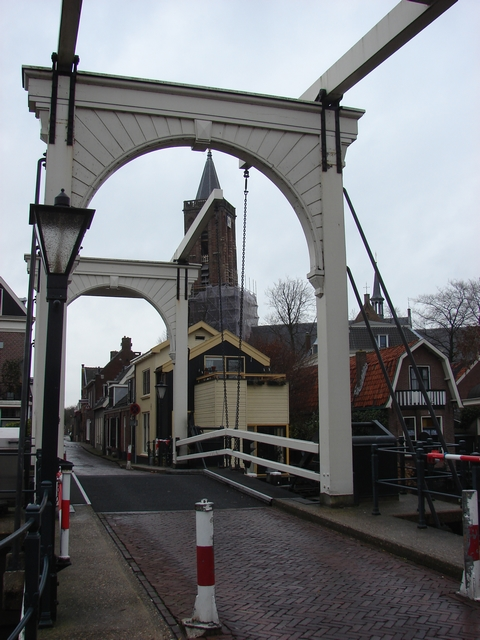
Vechtbrug Loenen

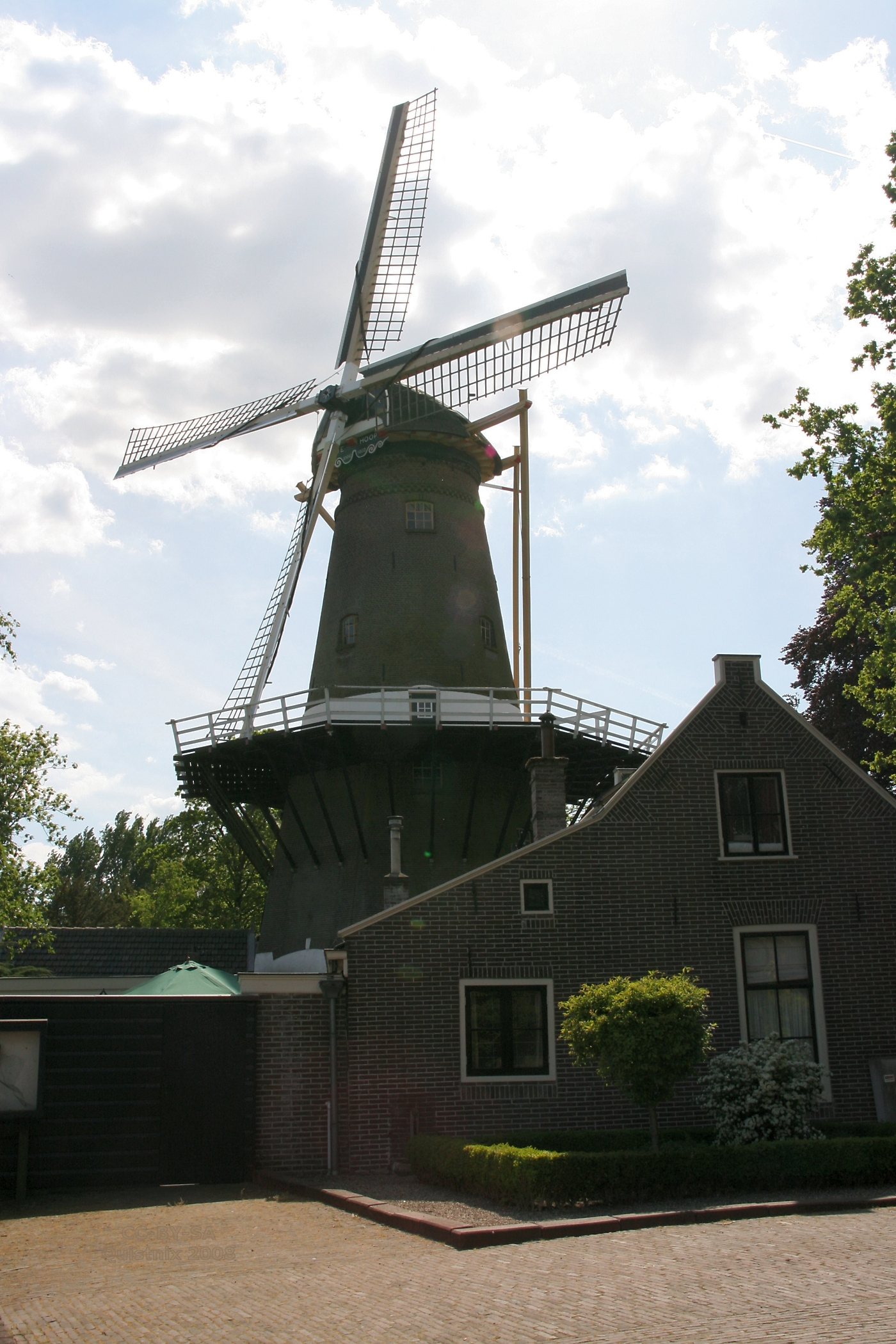
Molen De Hoop Loenen

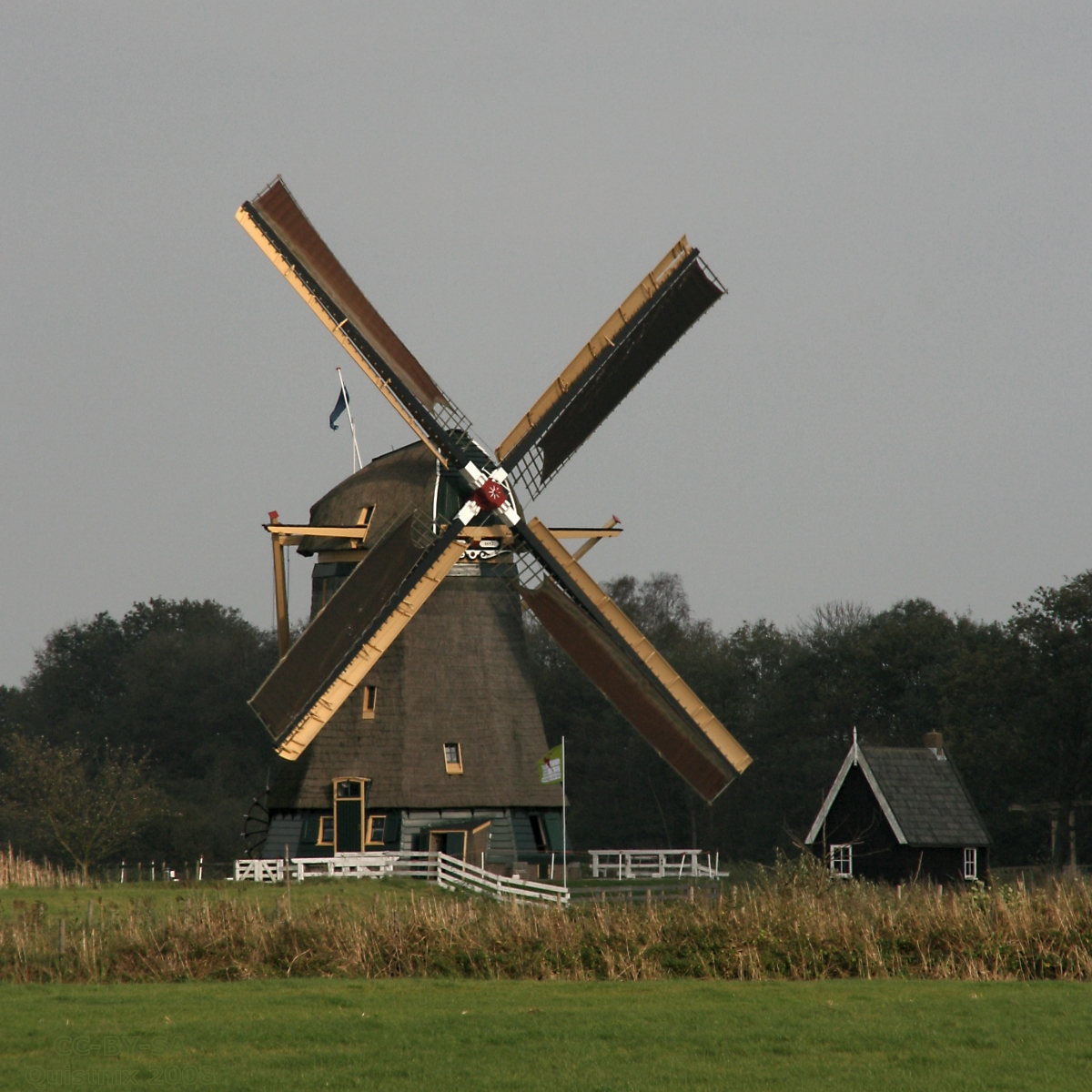
Loenderveense Molen Loenen

Loenen aan de Vecht is een dorp in de gemeente Stichtse Vecht, in de Vechtstreek in de Nederlandse provincie Utrecht. Het dorp ligt aan de rivier de Vecht en het Amsterdam-Rijnkanaal. Ten oosten van Loenen liggen de Loosdrechtse Plassen.
Het dorp, inclusief de buurtschappen Kerklaan, Oud Over en Mijnden, heeft 4.500 inwoners (2023). Het dorp was de hoofdplaats van de voormalige gemeente Loenen.

## Naam
De naam Loenen stamt af van de oude benaming Lona. Deze naam is terug te vinden op een oude schenkingsakte van 21 april 953.
De naam Lona is afgeleid van het Germaanse Lo (lucus) wat "bos" betekent, met de toevoeging na, zoals ook voorkomt in Haltna (Houten) en Marsna (Maarssen). Het woordje lo kennen we in diezelfde betekenis in Venlo, Lopik, Het Loo en andere topografische namen. In de loop van de tijd werd Lona verbasterd tot Loenen.
Een alternatieve verklaring is dat de naam betrekking heeft op een oude naam voor de Vecht, mogelijk terug te voeren op de Indo-Europese wortel leu/lu, wat "modder" betekent.

## Geschiedenis

### IJzertijd
Een oorzaak waardoor archeologen weinig vinden langs de Vecht is de baksteen- en dakpannenindustrie die in later tijden dikke lagen klei afgeticheld heeft. Daardoor zijn waarschijnlijk veel voorwerpen verloren gegaan.

### Middeleeuwen
De eerste vermelding van Loenen in de geschreven geschiedenis dateert uit het jaar 953. In een oorkonde uit dat jaar schenkt koning Otto I aan de St.-Maartenskerk te Utrecht landerijen, gelegen te Loenen aan de Vecht, die voorheen een zekere graaf Hatto hadden toebehoord: "terram, quam Hatto comes in Lona habuit".
De neef van Gijsbrecht IV van Amstel, Gerard van Velsen, vluchtte na de moord op graaf Floris V van Holland naar kasteel Kronenburg in het Stichtse Loenen. Hij werd echter achtervolgd en vermoord. Kasteel Kronenburg en een deel van Loenen en omgeving werden toen bij het graafschap Holland ingelijfd; dit gedeelte van Loenen, het Gerecht Cronenburgh, is tot 1819 (dus ruim vijf eeuwen) bij Holland gebleven, en daarna weer met het sticht Utrecht herenigd.

### De Nieuwe Tijd
In 1426 bleef een strijd om het bisschopsambt in Utrecht ook voor Loenen niet zonder gevolgen. Bij de Vecht vond een veldslag plaats, waarbij minstens 17 doden vielen.
In 1578 werd in Loenen als een van de eerste plaatsen langs de Vecht de kerk overgenomen door de protestanten: de Reformatie.
In het rampjaar 1672 werd het kasteel Kronenburg door de Fransen verwoest. De restanten werden verbouwd tot buitenplaats. Zoals zovele buitenplaatsen raakte het huis in de 19de eeuw in verval. Het werd in 1837 gesloopt.

### Nieuwste tijd

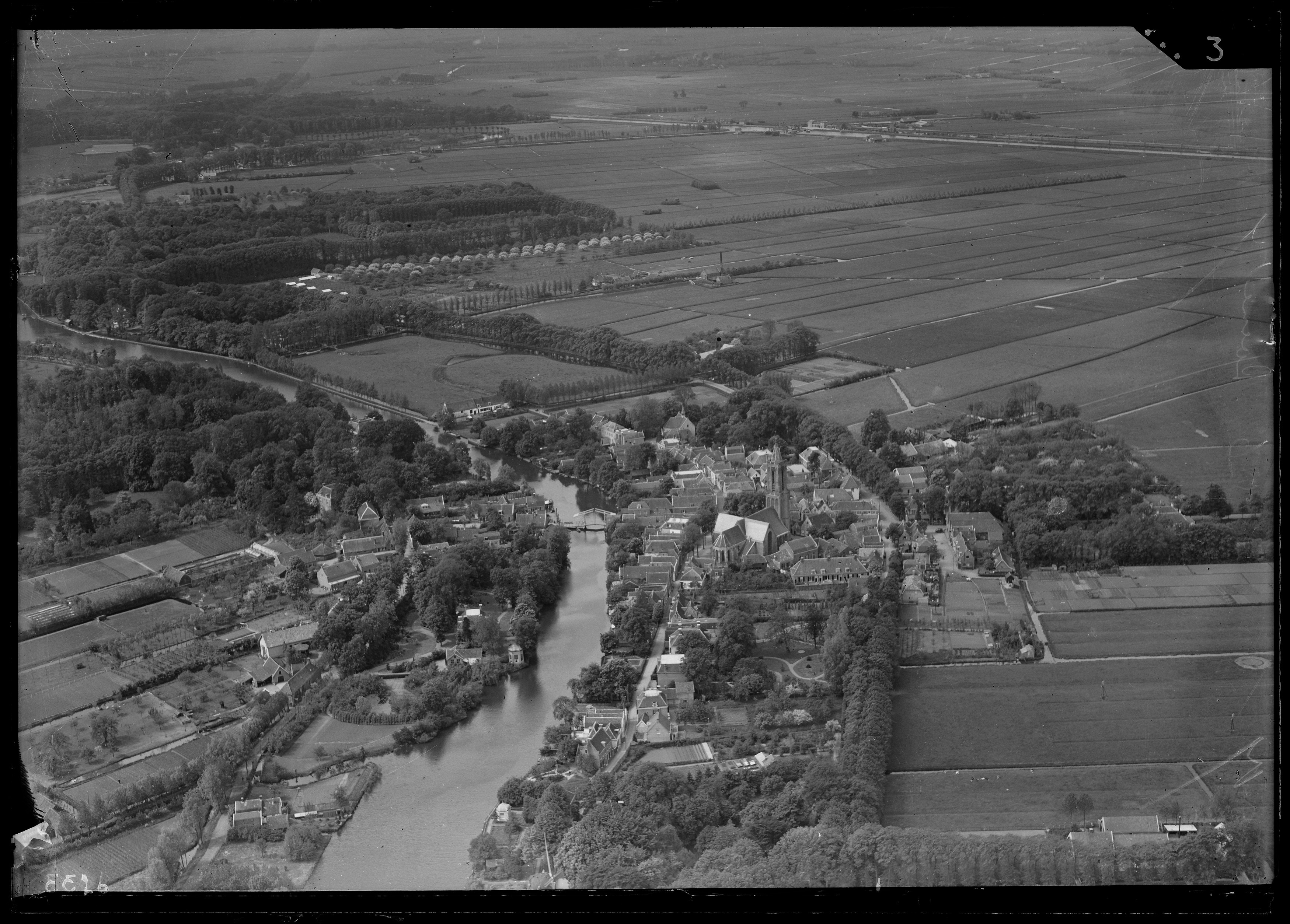
Luchtfoto uit de periode 1920-1940

In de Gouden Eeuw lieten veel rijke Amsterdammers een buitenplaats langs de Vecht bouwen. Ze verruilden de stad voor een landelijke omgeving. Om de buitenhuizen lieten zij tuinen en parken aanleggen. Op de buitenplaatsen werd vaak ook een koetshuis, oranjerie of theekoepel gebouwd.
In 1930 woonden er 1364 personen in Loenen aan de Vecht, in 1937 waren dat er 1417 en in 1940 telde Loenen 1402 inwoners.

### Eigen tijd
Het einde van de Tweede Wereldoorlog werd in Loenen aan de Vecht gekenmerkt door twee ingrijpende gebeurtenissen. De Duitse bezetter eiste in het voorjaar van 1945 dat de ophaalbrug tussen Loenen en Oud-Over werd afgebroken. Pas vele jaren later is deze brug, nu breder dan voor de oorlog, herbouwd. De tweede ingrijpende gebeurtenis betreft de dorpskerk. Op 11 juni 1945 brandden het middenschip en de kruisbeuken volledig uit. Deze brand had verder geen verband met oorlogshandelingen. Het herstel van deze kerk heeft jaren geduurd.
In de jaren 50 is het oude dorp Loenen uitgebreid met het nieuwbouwplan Rijzicht: de Koningin Wilhelminaweg, Koningin Julianaweg, Prinses Margrietlaan, Prinses Irenelaan en de Prinses Beatrixweg. In de jaren 80 volgde het plan Hoefijzer met alle daarbinnen liggende 'hofjes'.
In 2010 is de eerste fase van de nieuwbouwwijk Cronenburgh opgeleverd. In totaal zullen tot 2014 ruim 200 woningen worden gebouwd, waarin circa 700 nieuwe inwoners verwacht worden.

### Demografische ontwikkeling
| 1930 | 1937 | 1940 | 2001 | 2011 | 2013 | 2018 | 2019 | 2020 | 2021 | 2023 |
| ---- | ---- | ---- | ---- | ---- | ---- | ---- | ---- | ---- | ---- | ---- |
| 1364 | 1417 | 1402 | 3234 | 3210 | 4303 | 4450 | 4445 | 4460 | 4410 | 4500 |

## Economie
Het huidige dorp Loenen kan gekenmerkt worden als een forensendorp. Veel van de inwoners werken in nabijgelegen steden als Hilversum, Utrecht en Amsterdam.
Loenen aan de Vecht huisvest 391 bedrijven met 866 banen. Het dorp kent een opvallend hoog aantal eenmansbedrijven; 10% van de inwoners is ingeschreven als zzp'er (zelfstandige zonder personeel). Het percentage inwoners met een uitkering is in Loenen a/d Vecht 1,1%.

## Verkeer en vervoer
Loenen ligt in de driehoek Hilversum, Utrecht, Amsterdam, centraal in Nederland. Het dorp is goed bereikbaar met auto en bus. De trein kan vanaf station Breukelen worden gebruikt.
Binnen afzienbare tijd is met de auto de A2 bereikbaar via een oprit bij Vinkeveen voor een snelle noord-zuidverbinding. Voor de west-oostverbinding zorgt de N201 aan de noordzijde van het dorp. De N402 ligt sinds 2014 met een randweg langs het dorp, de voormalige weg door het dorp is nu een 30km-zone.
In het dorp rijden bussen van Syntus Utrecht:
- Lijn 120: Utrecht CS - Maarssen - Breukelen - Loenen a/d Vecht - Abcoude - Amsterdam Bijlmer ArenA
- Lijn 121: Hilversum - Oud-Loosdrecht - Loenen a/d Vecht - Vinkeveen - Mijdrecht
- Buurtbus 522: Vreeland - Loenen a/d Vecht - Nigtevecht - Weesp

In de buurtschap Kerklaan, een kilometer buiten Loenen, is een busstation voor het overstappen tussen de bussen Amsterdam - Utrecht, Mijdrecht - Hilversum en Weesp - Vreeland.
De Vecht was in het verleden een belangrijke vaarroute als deel van de Keulse Vaart. Later werd het Merwedekanaal aangelegd, de voorloper van het Amsterdam-Rijnkanaal. De Vecht is nu alleen nog in gebruik voor recreatievaart.

## Bezienswaardigheden en rijksmonumenten
De dorpskern van Loenen is vanwege de goed behouden gebleven historische bouwwijze sinds 1966 een beschermd dorpsgezicht. Het middelpunt van dit beschermd dorpsgezicht is de 600 meter lange dorpsstraat die parallel aan de rivier de Vecht loopt, met de daaraan gelegen monumentale panden en de dominerende kerk waarvan het oudste gedeelte van vóór 1300 dateert.
De plaats Loenen aan de Vecht telt 144 inschrijvingen in het rijksmonumentenregister. Zie Lijst van rijksmonumenten in Loenen aan de Vecht voor een overzicht.
Bezienswaardigheden in het dorp zijn:
- De Grote of Nederlands Hervormde Kerk. Het oudste deel van de kerk is het huidige koor dat uit tufsteen is opgetrokken. Het wordt gedateerd van voor 1300. De beide kruisbeuken en het middenschip zijn in 1320 aan het oorspronkelijke kerkje toegevoegd, evenals de toren. Deze toren is rond 1500 vervangen, of drastisch verbouwd. In 1464 is de sacristie gebouwd. Deze sacristie werd later, in gewijzigde vorm, in gebruik genomen als portaal bij het koor. In 1518 zijn de zijbeuken toegevoegd, waardoor het huidige pseudobasilicale kerkgebouw is ontstaan.
- De toren van de Grote Kerk staat ongeveer tachtig centimeter uit het lood en staat volgens opeenvolgende metingen nog altijd niet stil. De toren is van het Utrechtse type en gebouwd rond 1500. In de toren bevindt zich een oude klokkenstoel met een oude klok, gegoten door P. Hemony in 1676, met een diameter van 74 cm. Een tweede klok is na de Tweede Wereldoorlog gegoten, toen de vooroorlogse klokken door de bezetter in beslag waren genomen en alleen de grote klok van 74 cm werd teruggevonden. De toren heeft een mechanisch torenuurwerk van de hand van B. Eijsbouts uit 1958, maar met een elektrische opwinding. De wijzerplaten zijn tijdens een restauratie gevonden, achter de toenmalige wijzerplaten, en in oude luister hersteld.
- Landgoed Vrederijk van voormalig ABN AMRO-topman Rijkman Groenink. Het tien hectare grote landgoed Vrederijk is toegankelijk voor het publiek.
- Cronenburgherbrug is een basculebrug over de rivier de Vecht die vooral door twee dienstwoningen voor brug- en veldwachter, inclusief brandspuitberging opvalt.
- Terra Nova is een 50 hectare groot landgoed gelegen aan de Vecht en de Loenderveense Plas, ten noorden van Oud Over.
- Korenmolen De Hoop.
- De Glashut arbeiderswoningen bij de voormalige Glasfabriek.
- Poldermolen de Loenderveense Molen.
- Grafkelder Bijl de Vroe, waarin enkele leden van het geslacht Van Nassau la Lecq zijn bijgezet.

## Kastelen en buitenplaatsen
Beide kastelen die in Loenen aan de Vecht gestaan hebben, zowel Kasteel Kronenburg als Huis te Velde zijn verdwenen uit het dorpsgezicht.
Loenen aan de Vecht is bekend door de vele buitenplaatsen langs de rivier de Vecht, met hun karakteristieke oriëntatie op de rivier. Deze buitenplaatsen werden in de 17de en 18de eeuw door rijke Amsterdamse kooplieden langs de Vecht aangelegd, waar zij de zomers doorbrachten. Langs de rivier de Vecht staan nog verschillende buitenplaatsen binnen de grenzen van het dorp:
- Beek en Hof
- Bijdorp
- Cronenburgh
- Huis te Mijnden, een voormalig kasteel en ridderhofstad
- Leeuwendijk
- Nieuwerhoek
- Oud Over
- Oostervecht, verdwenen
- Vecht en Lommer, na 1830 ook Kalorama genoemd.
- Vegtlust
- Wallestein, verdwenen

## Voorzieningen
Er zijn een winkelcentrum en losse winkels rondom de Rijksstraatweg.
Het dorp kent veel horeca, vooral restaurants. Er is een bibliotheek, kinderopvang, sportterrein "De Heul", woon-zorgcomplex 't Kampje, een huisartsenpost en drie basisscholen: OBS Graaf Floris, Daltonbasisschool Podium (voorheen 't Fundament) en RKS Sint-Ludgerus.
In cultureel centrum 't Web is een ontmoetingscentrum voor een aantal verenigingen en clubs uit Loenen en omgeving. Daarnaast is het 't Web een gelegenheid voor bruiloften, recepties, jubilea, condoleances, vergaderingen en feestavonden.

## Sport en recreatie
Loenen aan de Vecht is gelegen aan het Floris V-pad (LAW 1-3), een langeafstandswandelpad dat over een lengte van 244,5 kilometer loopt van Amsterdam naar Bergen op Zoom. De route is in beide richtingen met wit-rode tekens gemarkeerd en in een gidsje beschreven. Bij Loenen loopt de route direct langs de Vecht over het voormalige jaagpad.
Loenen ligt ook aan het Waterliniepad (SP 18). Het Waterliniepad is een Streekpad met een lengte van 145 kilometer van Weesp naar Werkendam.
In Loenen zijn verschillende sport- en recreatieverenigingen actief:
- Loenense Mixed Hockey Club
- SV De Vecht
- Lawn Tennisclub Loenen
- Old Course Loenen een 9-holes golfbaan
- Loenens fanfarekorps "Oud Over"

## Waterrecreatie
Op de rivier de Vecht en daar langs, evenals in het monumentale en historische dorp is sprake van kleinschalige recreatie en toerisme (pleziervaart, kanoën, fietsen, wandelen). Het dorp Loenen heeft aanlegplaatsen voor pleziervaart langs de Vecht. In de zomer heerst er op het water en op het land een toeristische drukte. Ook is er een ruim aanbod van georganiseerde varende gezelligheid. Diverse rederijen bieden vaartochten over de Vecht aan met complete culinaire verzorging.
Als het 's winters koud genoeg is, wordt er op de omringende plassen en heel soms op de Vecht geschaatst.

## Evenementen
Elke vrijdag na Hemelvaart is er een jaarmarkt. Koningsdag en Bevrijdingsdag worden uitgebreid gevierd met een feestweek.
De wekelijkse markt vindt elke dinsdag plaats van 9:00 tot 13:00 uur op de Spinnerie tegenover Dorpshuis 't Web.

## Restaurants
Loenen heeft twee restaurants met een Michelinster: Tante Koosje en 't Amsterdammertje.

## Sagen en legenden
- Toen de Heer Trip het hek van de buitenplaats Vreedenhoff in 1760 liet plaatsen was dit, volgens de bevolking, een zeer duur hek, dat volgens de overlevering van koper werd gemaakt. Het hek werd echter snel zwart geverfd, omdat de paarden – de sage zegt uitdrukkelijk "de paarden van de diligence" – schrokken van de schitterende gloed, als de zon op de blanke staven en het rijke lofwerk scheen. Het hek werd echter gemaakt van ijzer uit Zweedse mijnen.[11]
- Volgens overlevering zou er een onderaardse vluchtgang hebben gelopen van het kasteel Kronenburg naar de Grote Kerk. Deze gang zou onder de pastorie hebben doorgelopen en zelfs een luik hebben gehad in de pastorie aan de Grutterstraat/Torenstraat.
- Volgens overlevering vond op 26 december 1297, om één jaar onafhankelijkheid van Sticht te vieren, in Loenen aan de Vecht de eerste op golf lijkende activiteit plaats: colf. In 1982 werd deze legende gedocumenteerd door Steven van Hengel in zijn boek Early Golf. Hierin beschrijft hij dat er in 1297 al colf gespeeld werd in Loenen aan de Vecht. Ter ere van de eenjarige bevrijding van kasteel Kronenburg, na de moord op Floris V, werd er volgens hem een wedstrijd gespeeld die erom draaide wie er met het minste aantal slagen van het Regthuys naar de keukendeur van het kasteel kon komen. Al in 1515 wordt er een "keur" (verbod) uitgevaardigd tegen schieten en kolven op het kerkhof. De oudste beschreven colfpartij zou zijn begonnen bij het Rechthuis (het huidige Raadhuis) midden in Loenen aan de Vecht. De partij werd gespeeld door twee ploegen van vier spelers, die vier doelen moesten zien te raken.[12] 1. Van het Rechthuis naar de keukendeur van kasteel Kronenburg, 2. Naar de deur van korenmolen De Hoop, 3. Naar de deur van het Huis te Velde (thans bevindt zich op die plaats een boerderij), 4. Terug naar het Rechthuis. Op het kasteel Kronenburg was tot vlak voor de afbraak (in 1837) een jaarlijks kolffeest, waarbij heel het dorp op appels werd getracteerd.[13] De legende is in het begin van deze eeuw ontkracht door dr Ayolt Brongers.

## Geboren
- Amelis van Amstel van Mijnden (1531-1593), advocaat en auteur
- Gerrit Zegelaar (1719-1794), kunstschilder
- Hendrik Wipff (1804), viceadmiraal, directeur en commandant der marine te Vlissingen
- Willem de Jong (1812-1875), auteur
- Gerrit van Arkel (1858-1918), architect
- Gerardus Jacobus van Swaaij (1867–1945), politicus, hoogleraar en architect
- J. Henri Ledeboer (1872-1951), auteur
- Jan Arend Vor der Hake (1880-1951), neerlandicus, rector en auteur
- Gijs Küller (1881-1959), eerste Nederlander die zich bezighield met gemotoriseerde luchtvaart
- Annelien Kappeyne van de Coppello (1936-1990), politica
- Marjolein Bastin (1943), illustratrice en tekenares

## Overleden
- Willem van Braam (1732-1807), admiraal
- Barbara Arnolda Fleur van Nassau-LaLecq (1793-1855), gravin huize Van Nassau la Lecq
- Maria Isabelle Caroline van Nassau-LaLecq (1780-1856), gravin huize Van Nassau la Lecq
- Petrus Josephus Lutgers (1808-1874), kunstschilder, tekenaar en lithograaf
- Syvert Nicolaas Bastert (1854-1939), kunstschilder
- Petrus Johannes Houtzagers (1857-1944), architect
- Paul Determeyer (1892-1971), beeldend kunstenaar
- Bertus Sondaar (1904-1984), beeldhouwer
- Frits van der Poel (1928-1987), journalist
- Aldo Ernest van Eyck (1918-1999), architect
- Ton Sondaar (1907-2000), beeldhouwster
- Johannes Verkuyl (1908-2001), zendeling en hoogleraar missiologie
- Albert Dunning (1936-2005), auteur en muziekwetenschapper.
- Anil Ramdas (1958-2012), Surinaams-Nederlands schrijver, journalist en programmamaker
- Aad van den Heuvel (1935-2020), journalist, programmamaker en schrijver
- Floor van Liemt (1997-2021), schrijfster en columniste

## Trivia
- Loenenaar is, naast een inwoner van Loenen, een Bargoens scheldwoord voor "verrader; vals, oneerlijk, bedrieglijk of onbetrouwbaar persoon". Bovendien is "Loenen" Bargoens voor "te veel praten; verraden; doorslaan". Aangenomen wordt dat dit scheldwoord oorspronkelijk In het Amsterdams dialect ontstaan is.[14] Bekende uitdrukkingen zijn: Hij komt uit Loenen (hij is een leugenaar), en Hij komt van Loenen (hij is niet zo onnozel als hij zich voordoet). Een loenestreek is een gemene streek.[15][16][17][18]
- Van 1937 tot aan de Tweede Wereldoorlog gold in Nederland officieel de Loenense Tijd.